# Grenze zwischen der Republik Moldau und Rumänien

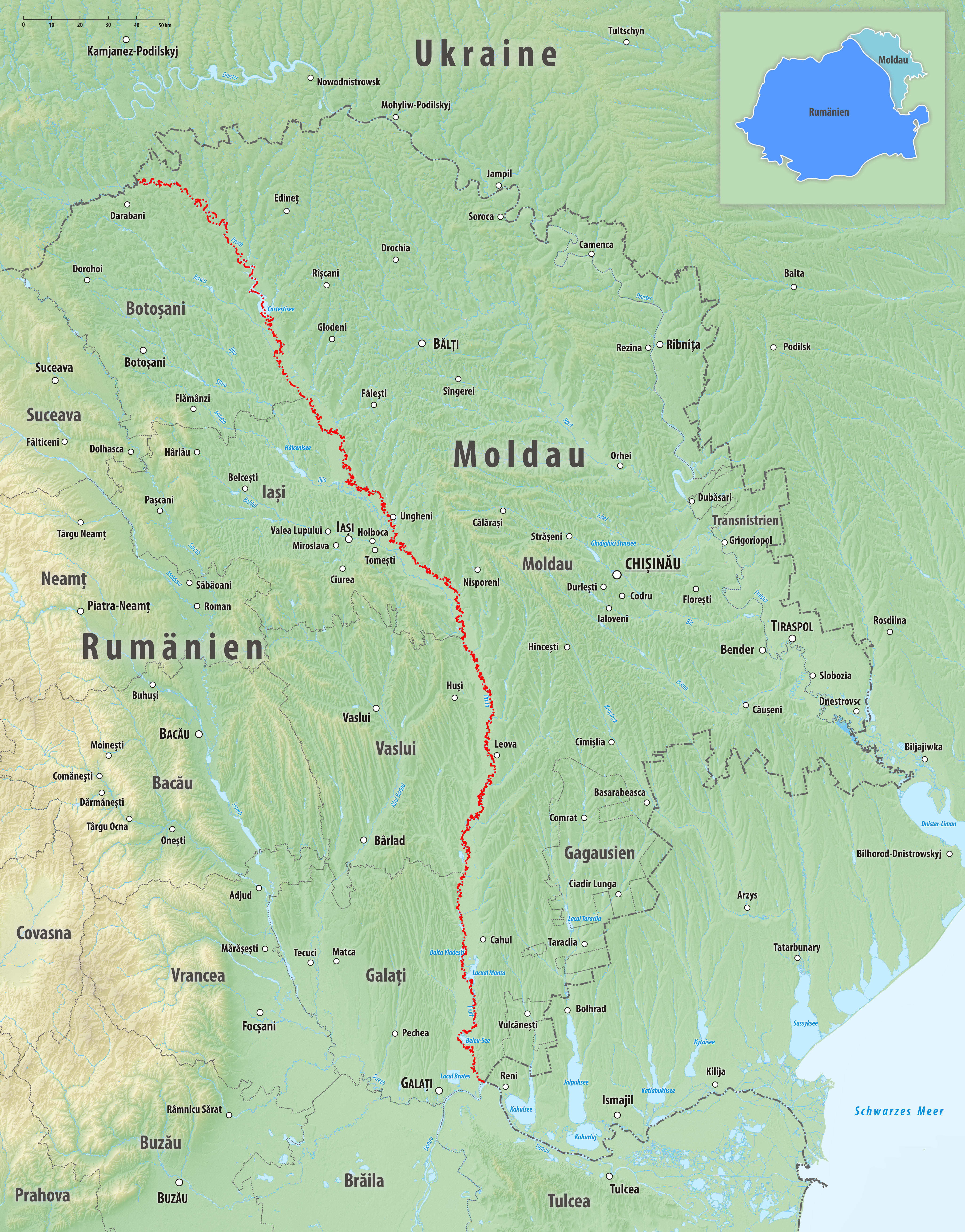
Grenzverlauf Moldau-Rumänien

Die Grenze zwischen der Republik Moldau und Rumänien ist eine Gewässergrenze in Europa. Die Grenze ist zugleich Außengrenze der Europäischen Union.

## Verlauf
Von dem insgesamt 3069 Kilometer langen Grenzverlauf Rumäniens entfallen 683 Kilometer auf die Grenze zur Republik Moldau. Mit Ausnahme eines 570 m langen Abschnitts in der Donau verläuft die Grenze vollständig im Grenzfluss Pruth.
Der Grenzverlauf beginnt im Nordwesten bei Criva im Rajon Briceni und endet im Südosten bei Giurgiulești an der Donau. Dabei ist der genaue Verlauf der Grenze zwischen Moldau und der Ukraine an der Donau zwischen Giurgiulești und Reni noch nicht abschließend geklärt (näher französischsprachige Wikipedia: Échange territorial entre la Moldavie et l'Ukraine). An beiden Endpunkten geht die rumänisch-moldauische Grenze in die Grenze Rumäniens zur Ukraine über. nordöstlicher Eckpunkt

## Gemeinden an der Staatsgrenze (von Nord nach Süd)

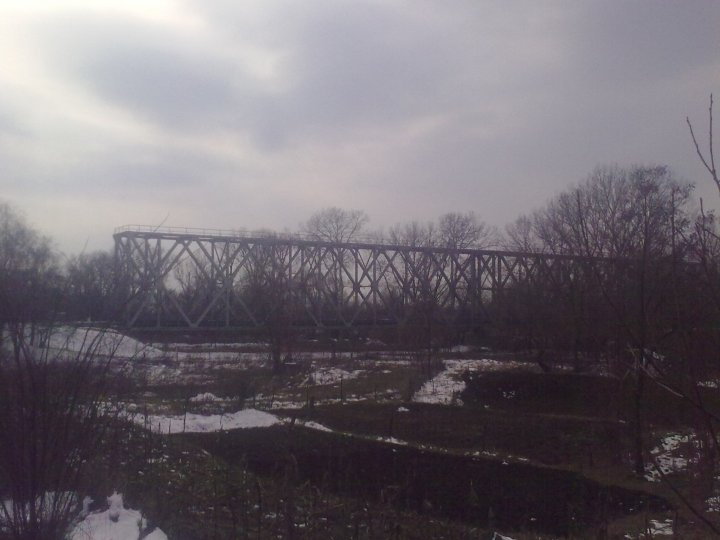
Brücke Podul Eiffel

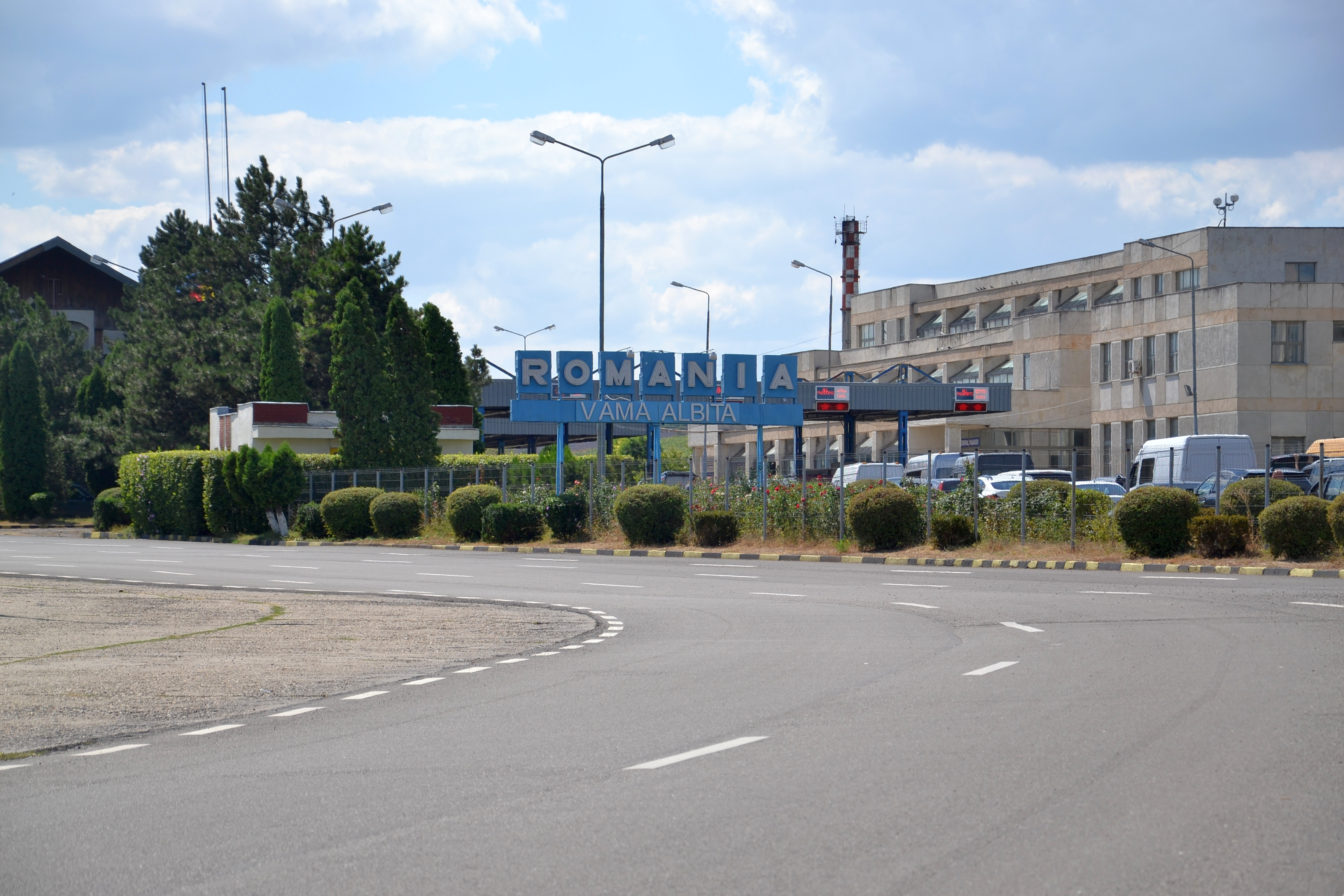
Übergang Leușeni-Albița

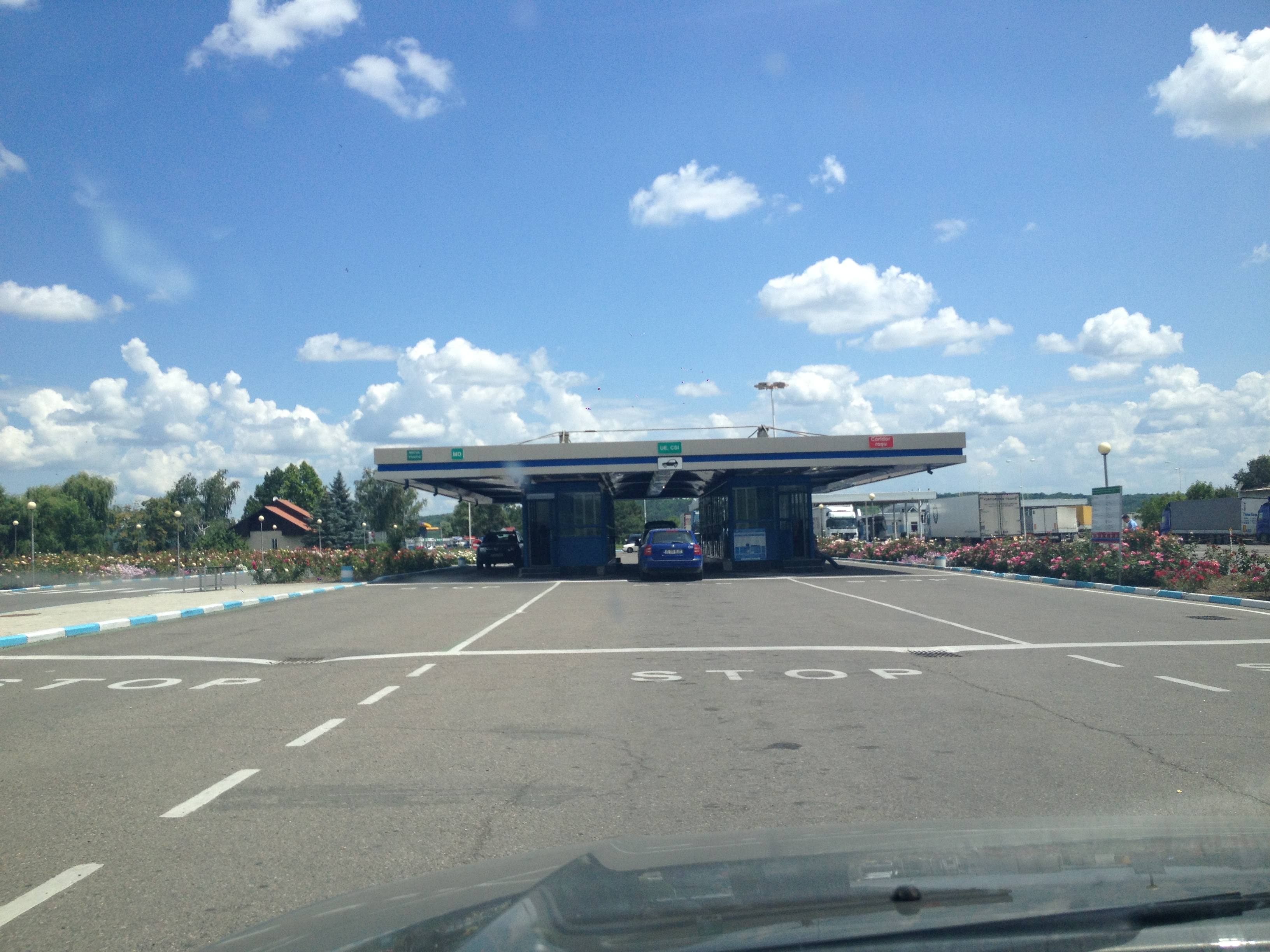
Übergang Drânceni-Hîncești

| R U M Ä N I E N | R U M Ä N I E N | R U M Ä N I E N  |                  | M O L D A U | M O L D A U |
| Kreis           | Gemeinde        | Grenz- übertritt | Grenz- übertritt | Rajon       |             |
| --------------- | --------------- | ---------------- | ---------------- | ----------- | ----------- |
| Ukraine         |                 |                  |                  |             |             |
| Botoșani        | Păltiniș        |                  | P r u t h        |             | Briceni     |
| Botoșani        | Rădăuți-Prut    |                  | P r u t h        |             | Briceni     |
| Botoșani        | Coțușca         |                  | P r u t h        |             | Briceni     |
| Botoșani        | Mitoc           |                  | P r u t h        |             | Briceni     |
| Botoșani        | Edineț          |                  | P r u t h        |             |             |
| Botoșani        | Manoleasa       |                  | P r u t h        |             |             |
| Botoșani        | Ripiceni        |                  | P r u t h        |             |             |
| Botoșani        | Rîșcani         |                  | P r u t h        |             |             |
| Botoșani        | Ștefănești      |                  | P r u t h        |             |             |
| Botoșani        | Românești       |                  | P r u t h        |             |             |
| Botoșani        | Glodeni         |                  | P r u t h        |             |             |
| Botoșani        | Santa Mare      |                  | P r u t h        |             |             |
| Iași            | Bivolari        |                  | P r u t h        |             |             |
| Iași            | Bivolari        | Fălești          | P r u t h        |             |             |
| Iași            | Trifești        |                  | P r u t h        |             |             |
| Iași            | Probota         |                  | P r u t h        |             |             |
| Iași            | Victoria        |                  | P r u t h        |             |             |
| Iași            | Ungheni         |                  | P r u t h        |             |             |
| Iași            | Golăiești       |                  | P r u t h        |             |             |
| Iași            | Ungheni         |                  | P r u t h        |             |             |
| Iași            | Țuțora          |                  | P r u t h        |             |             |
| Iași            | Prisăcani       |                  | P r u t h        |             |             |
| Iași            | Grozeşti        |                  | P r u t h        |             |             |
| Iași            | Nisporeni       |                  | P r u t h        |             |             |
| Iași            | Gorban          |                  | P r u t h        |             |             |
| Iași            | Hîncești        |                  | P r u t h        |             |             |
| Vaslui          | Drânceni        |                  | P r u t h        |             |             |
| Vaslui          | Duda-Epureni    |                  | P r u t h        |             |             |
| Vaslui          | Stănileștii     |                  | P r u t h        |             |             |
| Vaslui          | Leova           |                  | P r u t h        |             |             |
| Vaslui          | Lunca Banului   |                  | P r u t h        |             |             |
| Vaslui          | Vetrișoaia      |                  | P r u t h        |             |             |
| Vaslui          | Cantemir        |                  | P r u t h        |             |             |
| Vaslui          | Berezeni        |                  | P r u t h        |             |             |
| Vaslui          | Fălciu          |                  | P r u t h        |             |             |
| Vaslui          | Murgeni         |                  | P r u t h        |             |             |
| Galați          | Cavadinești     |                  | P r u t h        |             |             |
| Galați          | Cavadinești     | Cahul            | P r u t h        |             |             |
| Galați          | Suceveni        |                  | P r u t h        |             |             |
| Galați          | Oancea          |                  | P r u t h        |             |             |
| Galați          | Vlădești        |                  | P r u t h        |             |             |
| Galați          | Măstăcani       |                  | P r u t h        |             |             |
| Galați          | Foltești        |                  | P r u t h        |             |             |
| Galați          | Frumușița       |                  | P r u t h        |             |             |
| Galați          | Tulucești       |                  | P r u t h        |             |             |
| Galați          | Galați          |                  | P r u t h        |             |             |
| Tulcea          | Grindu          |                  | P r u t h        |             |             |
| Ukraine         |                 |                  |                  |             |             |

## Grenzübergänge
Über die Grenze führen folgende Übergänge (von Süden nach Norden):
| Grenzübergänge                     | Grenzübergänge                    | Grenzübergänge                   | Grenzübergänge                    | Grenzübergänge          |
| Ortschaften in der Republik Moldau |                                   |                                  |                                   | Ortschaften in Rumänien |
| ---------------------------------- | --------------------------------- | -------------------------------- | --------------------------------- | ----------------------- |
| Giurgiulești                       | Vorlage:RSIGN/Wartung/Parameter 6 | (Brücke: Straße, Schiene ⊙)      | Vorlage:RSIGN/Wartung/Parameter 6 | Galați                  |
| Cahul                              | R34                               | (Brücke: Straße ⊙)               | DN26A                             | Oancea                  |
| Cantemir                           |                                   | (Brücke: Schiene ⊙)              |                                   | Fălciu                  |
| Leușeni                            | Vorlage:RSIGN/Wartung/Parameter 6 | (Brücke: Straße ⊙)               | Vorlage:RSIGN/Wartung/Parameter 6 | Albița                  |
| Ungheni                            |                                   | (Brücke Podul Eiffel: Schiene ⊙) |                                   | Iași                    |
| Sculeni                            | Vorlage:RSIGN/Wartung/Parameter 6 | (Brücke: Straße ⊙)               | Vorlage:RSIGN/Wartung/Parameter 6 | Sculeni                 |
| Costești                           | R7                                | (Staustufe ⊙)                    | DN29E                             | Stânca                  |
| Lipcani                            | M14                               | (Brücke: Straße ⊙)               | DN29A                             | Rădăuți-Prut            |

## Geschichte
Der Grenzverlauf wurde im Jahr 1940 in der Folge des Hitler-Stalin-Pakts festgelegt und 1945 wieder hergestellt. Nach der Unabhängigkeit Moldaus wurde er 1991 unverändert beibehalten.